# Kaya Sultan
Ismihan Kaya Sultan (turco ottomano: اسمیخان کایا سلطان, lett. "purezza del Khan" o "regalità del Khan" e "castità" o "pietra"; Costantinopoli, 1630/1633 – Costantinopoli, 28 febbraio 1658) è stata una principessa ottomana, figlia di Murad IV, e nipote prediletta di sua nonna paterna, la reggente e Valide Kösem Sultan. È la più famosa fra i figli di Murad, grazie al capitolo a lei dedicato da Evliya Çelebi nel suo Seyahatname ("Il libro dei viaggi").

## Biografia
Ismihan Kaya Sultan nacque a Costantinopoli fra il 1630 e il 1633, dal sultano ottomano Murad IV. Sua madre è sconosciuta, anche se potrebbe essere Ayşe Sultan, l'Haseki (favorita principale) di suo padre. Era la nipote preferita di sua nonna Kösem Sultan, madre di Murad, che la considerava come una figlia. 
Nel 1643, dopo la morte di suo padre, deceduto nel 1640, sua madre e sua nonna si scontrarono sul candidato per la sua mano. 
La madre di Kaya voleva che sposasse Silahdar Mustafa Paşah, suo alleato politico, il che era apparentemente anche volontà del defunto Murad IV. Il candidato, abbastanza giovane, era anche gradito dalla piccola Kaya, che dichiarò che non avrebbe voluto sposare altri che lui. Tuttavia Kösem desiderava che sposasse Melek Ahmed Paşah, futuro Gran Visir, sulla quarantina e membro fedele della sua cerchia. Secondo le cronache la madre di Kaya cercò anche di influenzare il nuovo sultano, Ibrahim I, fratello di Murad IV, anche tramite la seduzione, per averne il supporto, ma alla fine la volontà di Kösem prevalse e Kaya sposò Melek Ahmed.
Le nozze si tennero nell'agosto 1644, quando Kaya aveva fra gli undici e i quattordici anni. 
La sera delle nozze la ragazza minacciò il marito con un pugnale e dichiarò che avrebbe esercitato il suo diritto di principessa imperiale a non consumare il matrimonio. 
Oltre alla sua avversione per il marito, dichiarò che aveva ricevuto una profezia che diceva che sarebbe morta se avesse avuto una figlia dal marito. Melek Ahmed accettò la cosa, anche perché secondo la legge ottomana, contrariamente alla norma, una principessa aveva il diritto di primeggiare sul marito in ogni questione, compresa la consumazione.
Malgrado ciò, alla fine il matrimonio si rivelò molto felice. 
Melek Ahmed adorava la moglie e la ricopriva di premure e regali, mentre Kaya scoprì di rispettare il marito e si rivelò un ottimo supporto lui, gestendone il patrimonio e consigliandolo in materia politica, culminando nella nomina a Gran Visir.  
Secondo gli osservatori, nessuna principessa aveva un matrimonio felice come quello di Kaya e Melek.
Tuttavia, alla fine, dopo sette anni, Kösem Sultan impose a entrambi di consumare le nozze. 
Kaya ubbidì e rimase presto incinta, dando alla luce una bambina senza sforzo. Questo le fece dimenticare le previsioni funeste sul parto.
Elviya la descrive come "una leonessa furiosa, una vera figlia del Sultano Murad" e racconta che, durante le ultime fasi di gravidanza, si precipitò a Uskudar in carrozza per soccorrere il marito, che le era stato riferito fosse il bersaglio di un assassinio. Era anche un'oculata amministratrice e particolarmente attiva nella beneficenza.

## Esilio
Nel 1647 Ibrahim I, sultano dopo la morte del padre di Kaya nel 1640, e mentalmente instabile, decise di sposare legalmente la sua ottava Haseki, Hümaşah Sultan. Kaya, insieme alle zie Ayşe Sultan, Fatma Sultan e Hanzade Sultan dovette subire l'umiliazione di servire la sposa come ancella, restando in piedi e in silenzio dietro di lei, reggendole la brocca, il sapone, il catino e la salvietta. Malgrado ciò, Ibrahim non fu soddisfatto e, con l'accusa di aver mancato di rispetto alla nuova moglie, le esiliò a Edirne, confiscando loro terre e gioielli per donarli a Hümaşah. È anche riportato che Ibrahim detestava Kaya fra tutte le sue nipoti.
Kaya rientrò con le altre a Costantinopoli l'anno seguente, quando Ibrahim fu deposto e giustiziato e suo figlio di sei anni, Mehmed IV, salì al trono, prima sotto la reggenza di Kösem Sultan, nonna del nuovo sultano oltre che di Kaya, e poi di Turhan Sultan, sua stessa madre.

## Morte
Nel 1657, dopo aver avuto un parto morto un paio di anni prima, Kaya restò di nuovo incinta.
Mentre la famiglia festeggiava, lei ricominciò a fare sogni inquietanti in cui passeggiava con suo nonno, Ahmed I, entrambi con le mani ricoperte di sangue. Si confidò con suo marito, che le consigliò di non preoccuparsi e di dedicarsi alla beneficenza per allontanare i presagi negativi. Kaya seguì il consiglio, tuttavia credeva che suo marito le avesse mentito sulla gravità della cosa per cercare di rassicurarla.
Infine, Kaya morì di parto, dopo aver messo al mondo, quattro giorni prima, una bambina che non sopravvisse.
La placenta rimase bloccata e nessuno dei tentativi delle ostetriche riuscì ad estrarla. Venne tentato di tutto, dallo scuoterla, al tenerla al caldo, dall'appenderla a testa in giù ai bagni di miele e fiori d'arancio. Alla fine, le levatrici si unsero le braccia con olio di mandorle e tentarono di estrarre la placenta manualmente, strappandole perfino le carni. 
Dopo quattro giorni di agonia, Kaya Sultan morì il 28 febbraio 1658. Venne sepolta nel mausoleo Ibrahim I, nella Moschea Hagia Sofia.
Al suo funerale il marito si gettò sulla bara piangendo "senza ritegno", comportamento fortemente disapprovato dal costume tradizionale ottomano.
In seguito, anni dopo, fu obbligato a sposare Fatma Sultan, figlia di Kösem Sultan e Ahmed I e quindi sorella di Murad IV e zia di Kaya. Il matrimonio si rivelò penosamente infelice per entrambi, e terminò in meno di un anno con la morte di Melek nel 1662 o inizio 1663. 

## Discendenza
Dal suo matrimonio, Kaya Sultan ebbe due figlie e un figlio:
- Fatma Afife Hanımsultan (1652 - 1727). Sposò Süleyman Paşah. Fu la matrigna dei suoi figli, Mahmud Bey e Ahmed Bey, ma non sono noti figli suoi. Era molto pia e si occupò delle fondazioni della madre dopo la sua morte. Venne sepolta nella Moschea Şehzade.
- Sultanzade Abdüllah Bey (1655 - 1655). Nato prematuro a sette mesi, morì il giorno stesso della sua nascita.
- Fülane Hanımsultan (24 febbraio 1658 - 1658?). Kaya morì di setticemia ed emorragia quattro giorni dopo la sua nascita, a causa della mancata espulsione della placenta. Non è registrato con chiarezza cosa accadde alla bambina, ma la mancanza di informazioni su di lei fa supporre che sia morta alla nascita o poco dopo.